# Rue Grande-Bêche
La rue Grande-Bêche est une rue ancienne du quartier d'Outremeuse à Liège en Belgique (région wallonne). 

## Odonymie
Avant l'assèchement de plusieurs bras secondaires de la Meuse au cours du XIXe siècle, l'actuelle île d'Outremeuse était composée de plusieurs îles ou îlots. L'île située la plus au sud était nommée Terre en Bêche et possédait sur la rive opposée du bras de Bêche une tour nommée tour en-Bêche. Bêche vient du wallon bètche qui signifie bec. La rue s'appelle en wallon Ê bètche. Il existe aussi une rue Petite-Bêche.

## Histoire
Cette ancienne voie remontant au Moyen Âge reliait jadis le pont Saint-Nicolas à la rive droite de la Meuse où se trouvaient le couvent des Conceptionistes en-Bèche et le couvent des Recollectines en-Bèche. Ces couvents se situaient approximativement à l'endroit où se dresse aujourd'hui l'Aquarium-Muséum sur le quai van Beneden. La rue Grande-Bêche a été raccourcie au nord car elle a été englobée dans la rue Surlet en 1846 pour la cinquantaine de mètres qui la relie à la rue Pont-Saint-Nicolas. La voirie a été stoppée par le percement en 1857 de la rue de Pitteurs et la suppression de la chaussée au delà cette rue vers le sud.

## Description
Cette voie plate d'une longueur d'environ 215 m est une artère paisible et assez étroite (largeur d'environ 6 m) qui applique un sens de circulation automobile uniquement dans le sens Surlet-de Pitteurs.

## Patrimoine
- La maison Tchantchès-Nanesse est un immeuble dont l'origine remonte au début du XVIIIe siècle[2]. Elle est reprise sur la liste du patrimoine immobilier classé de Liège. L'auberge actuelle est décorée d'objets représentatifs du folklore liégeois.

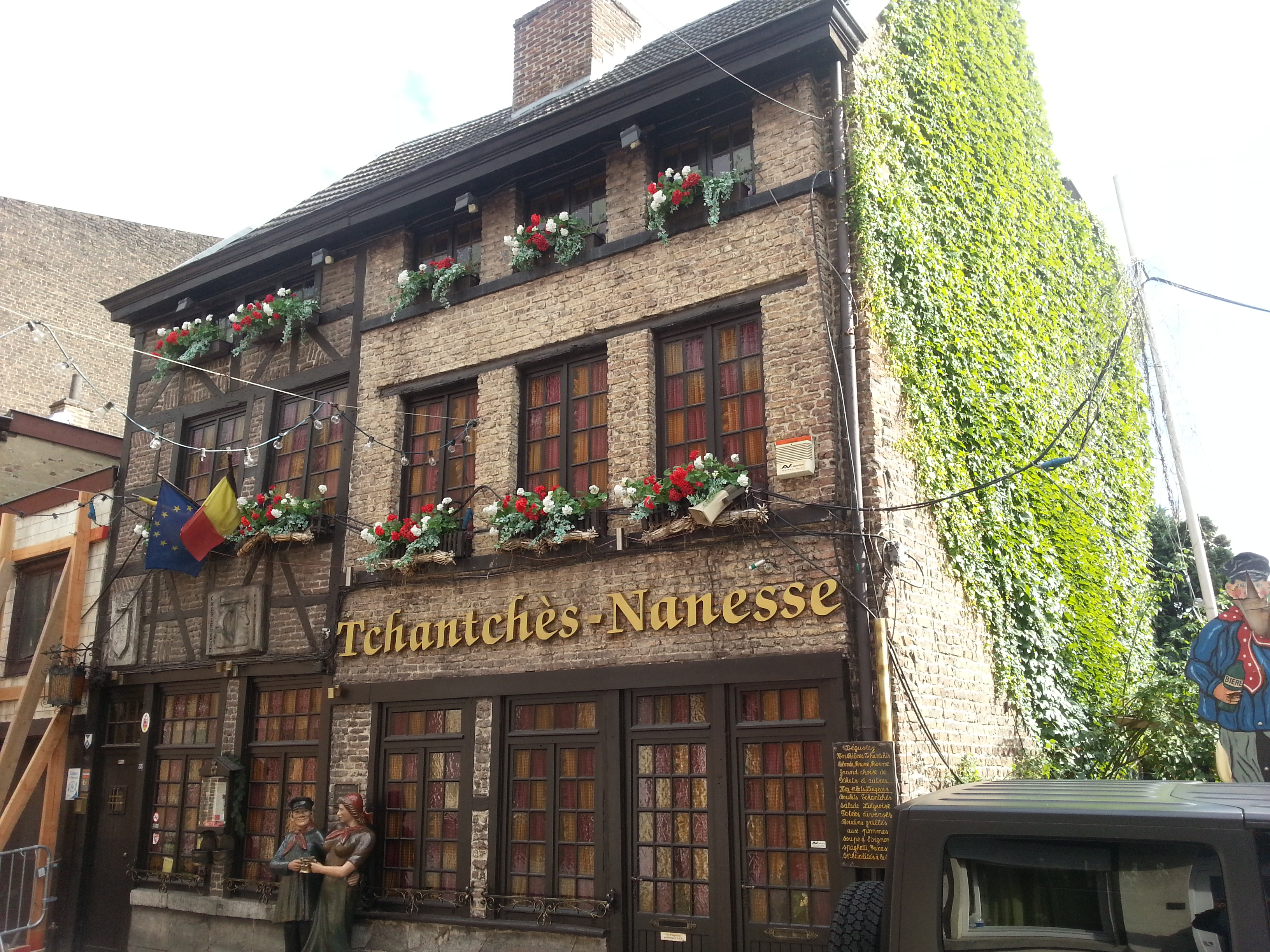
La maison Tchantchès-Nanesse

- Un ensemble de 10 maisons ouvrières similaires à l'origine, assemblées deux par deux, a été construit en brique vers 1860. Ces maisons occupent les numéros 2 à 20 de la rue. Entre les numéros 14 et 16, on peut voir une potale[3]. Un autre ensemble similaire de maisons ouvrières se situe à la rue Jean Delvoye voisine.
- La rue possède aussi quelques anciennes maisons comme celle située au no 117 jouissant d'un excellent état de conservation. Au-dessus de la baie d'imposte, on peut lire autour d'une petite niche l'inscription : 1732 Ave Maria[4]. La maison sise au no 125 date de la fin du XVIIe siècle et possède des baies à croisée[5]

## Voiries adjacentes
- Rue Surlet
- Rue Walthère Damery
- Rue de Pitteurs